# Соколовська сільська рада (Давлекановський район)
Соколо́вська сільська рада (рос. Соколовский сельский совет) — муніципальне утворення у складі Давлекановського району Башкортостану, Росія. Адміністративний центр — село Соколовка.

## Населення
Населення — 594 особи (2019, 699 в 2010, 610 в 2002).

## Склад
До складу поселення входять такі населені пункти:
| Населений пункт         | Населення, осіб (2002) | Населення, осіб (2010) |
| ----------------------- | ---------------------- | ---------------------- |
| Новошаріпово, присілок  | 43                     | 59                     |
| Соколовка, присілок     | 463                    | 514                    |
| Старошаріпово, присілок | 104                    | 126                    |
| Черкаси, присілок       | 0                      | 0                      |